# Пливање на Летњим олимпијским играма 2024 — 4×100 м мешовито за мушкарце
Трке штафета на 4×100 метара мешовитим стилом за мушкарце на Летњим олимпијским играма 2024. одржале су се 3. августа (квалификације) и 4. августа (финале) на базену Дефанс арене у Паризу. Ова трка је тако по 17. пут била део званичног олимпијског програма од њеног званичног дебија на ЛОИ 1960. године. 
За трке у овој дисциплини било је пријављено 16 штафета из исто толико земаља, за које су пливала укупно 74 пливача.
Златну медаљу је освојила штафета Кине, којој је то била и прва златна олимпијска медаља у овој дисциплини у историји. За кинески тим у финалу су пливали Сју Ђају, Ћин Хајанг, Суен Ђађуен и Пан Џанле. Сребро је припало штафети Сједињених Држава, док је бронзану медаљу освојила Француска. Уједно је ово био и први олимпијски турнир на којем је учестовала селекција Сједињених Држава, а да нису освојили олимпијску златну медаљу (Амерички тим је бојкотовао ЛОИ 1980. у Москви). 

## Освајачи медаља
| | Резултат | | Резултат | | Резултат |
| |          | |          | |          |
| КинаСју Ђају (52.37) · Ћин Хајанг (57.98) · Суен Ђађуен (51.19) · Пан Џанле (45.92) · Ванг Чангхао | 3:27.46  | Сједињене Америчке ДржавеРајан Марфи (52.44) · Ник Финк (58.97) · Кајлеб Дресел (49.41) · Хантер Армстронг (47.19) · Чарли Свонсон · Томас Хејлман · Џек Алекси | 3:28.01  | ФранцускаЈоан Ндуј Бруар (52.60) · Леон Маршан (58.62) · Максим Грусо (49.57) · Флоран Маноду (47.59) · Клемон Сеши · Рафаел Фент Дамер | 3:28.38  |

## Званични рекорди
Пре почетка такмичења, званични рекорди у овој дисциплини су били следећи:
|                      | Име                       | Резултат | Место         | Датум           |
| -------------------- | ------------------------- | -------- | ------------- | --------------- |
| Светски рекорд СР    | Сједињене Америчке Државе | 3:26.78  | Токио (Јапан) | 1. август 2020. |
| Олимпијски рекорд ОР | Сједињене Америчке Државе | 3:26.78  | Токио (Јапан) | 1. август 2020. |

## Квалификационе норме
Код штафетних трка директан пласман на Игре у Паризу оствариле су по три првопласиране штафете са Светског првенства 2023. у Фукуоки, док је преосталих 13 учесника одређено на основу комбиноване ранг-листе базиране на резултатима постигнутим током 2023. и 2024. године.

## Резултати квалификација
Квалификационе трке у дисциплини 4×100 метара мешовито за мушкарце су пливане 3. августа у јутарњем делу програма, са почетком од 12.40 часова по локалном времену (UTC+2). Пливало се у две квалификационе групе, а пласман у финале је остварило 8 штафета са најбољим резултатима.
| Пласман | Трка | Стаза | НОК                       | Пливачи                                                                                        | Резултат | Нап |
| ------- | ---- | ----- | ------------------------- | ---------------------------------------------------------------------------------------------- | -------- | --- |
| 1.      | 1    | 5     | Француска                 | Јоан Ндој Бруар (52.99) Леон Маршан (59.03) Клеман Секи (51.39) Рафаел Фант Дамерс (47.95)     | 3:31.36  | КВ  |
| 2.      | 1    | 4     | Кина                      | Сју Ђају (53.58) Ћин Хајанг (58.51) Ванг Чангхао (51.75) Пан Џанле (47.74)                     | 3:31.58  | КВ  |
| 3.      | 2    | 4     | Сједињене Америчке Државе | Хантер Армстронг (53.26) Чарли Свонсон (59.73) Томас Хајлман (51.15) Џек Алекси (47.48)        | 3:31.62  | КВ  |
| 4.      | 1    | 3     | Холандија                 | Кај ван Вестеринг (54.49) Каспар Корбеау (58.94) Нилс Корстање (50.27) Стан Пајненбург (48.10) | 3:31.80  | КВ  |
| 5.      | 2    | 3     | Уједињено Краљевство      | Оливер Морган (53.21) Адам Пити (59.16) Џо Личфилд (51.76) Метју Ричардс (48.00)               | 3:32.13  | КВ  |
| 6.      | 2    | 5     | Аустралија                | Ајзак Купер (53.85) Џошуа Јонг (58.99) Бен Армбрустер (51.61) Кајл Чалмерс (47.79)             | 3:32.24  | КВ  |
| 7.      | 2    | 2     | Канада                    | Блејк Тирни (53.83) Финлеј Нокс (1:00.34) Иља Харун (50.40) Хавијер Асеведо (47.76)            | 3:32.33  | КВ  |
| 8.      | 1    | 6     | Немачка                   | Оле Брауншвајг (54.05) Лукас Мацерат (59.54) Лука Армбрустер (51.01) Јоса Салков (47.91)       | 3:32.51  | КВ  |
| 9.      | 2    | 6     | Италија                   | Томас Чекон (53.56) Николо Мартиненги (59.23) Ђакомо Карини (51.75) Алесандро Миреси (48.17)   | 3:32.71  |     |
| 10.     | 1    | 7     | Пољска                    | Ксавери Масјук (53.76) Јан Калусовски (59.94) Јакуб Мајерски (51.18) Бартош Пишчорович (48.82) | 3:33.70  |     |
| 11.     | 2    | 8     | Ирска                     | Конор Фергусон (54.88) Дараг Грин (59.68) Макс Макаскер (52.04) Шејн Рајан (47.21)             | 3:33.81  | НР  |
| 12.     | 1    | 1     | Аустрија                  | Бернхард Рајцхамер (54.97) Валентин Бајер (1:00.02) Симон Бухер (51.16) Хајко Гиглер (47.88)   | 3:34.03  |     |
| 13.     | 2    | 1     | Јужна Кореја              | Ли Џухо (54.49) Чои Донгјеол (59.59) Ким Џихун (52.62) Хванг Сунву (47.98)                     | 3:34.68  |     |
| 14.     | 1    | 2     | Јапан                     | Рику Мацујама (55.11) Таку Танигучи (1:00.22) Наоки Мизунума (51.63) Кацухиро Мацумото (47.88) | 3:34.84  |     |
| 15.     | 1    | 8     | Швајцарска                | Роман Митјуков (54.27) Жереми Депланш (1:00.73) Нилс Лис (54.64) Антонио Ђаковић (49.10)       | 3:38.74  |     |
| 16      | 2    | 7     | Шпанија                   | Уго Гонзалез Карлес Кољ Марио Моља Серхио де Селис                                             | ДСК      |     |

## Резултати финала
Финална трка је пливана 4. августа у вечерњем делу програма, са почетком од 19.10 часова по локалном времену.
| Пласман | Стаза | НОК                       | Пливачи                                                                                        | Резултат |    |
| ------- | ----- | ------------------------- | ---------------------------------------------------------------------------------------------- | -------- | -- |
|         | 5     | Кина                      | Сју Ђају (52.37) Ћин Хајанг (57.98) Суен Ђађуен (51.19) Пан Џанле (45.92)                      | 3:27.46  |    |
| 2       | 3     | Сједињене Америчке Државе | Рајан Марфи (52.44) Ник Финк (58.97) Кајлеб Дресел (49.41) Хантер Армстронг (47.19)            | 3:28.01  |    |
| 3       | 4     | Француска                 | Јоан Ндој Бруар (52.60) Леон Маршан (58.62) Максим Грусо (49.57) Флоран Маноду (47.59)         | 3:28.38  | НР |
| 4.      | 2     | Уједињено Краљевство      | Оливер Морган (52.83) Адам Пити (58.16) Данкан Скот (51.30) Метју Ричардс (47.31)              | 3:29.60  |    |
| 5.      | 1     | Канада                    | Блејк Тирни (53.75) Финлеј Нокс (59.75) Иља Харун (50.46) Џошуа Лијендо (47.31)                | 3:31.27  |    |
| 6.      | 7     | Аустралија                | Ајзак Купер (54.28) Џошуа Јонг (59.26) Метју Темпл (50.89) Кајл Чалмерс (47.43)                | 3:31.86  |    |
| 7.      | 8     | Немачка                   | Оле Брауншвајг (54.38) Мелвин Имоуду (59.37) Лука Армбрустер (50.96) Јоса Салков (47.75)       | 3:32.46  |    |
| 8.      | 6     | Холандија                 | Кај ван Вестеринг (54.60) Каспар Корбеау (59.19) Нилс Корстање (50.60) Стан Пајненбург (48.13) | 3:32.52  |    |